# 냐마 초마
냐마 초마(스와힐리어: nyama choma)는 케냐를 비롯한 동아프리카 지역의 바비큐이다. 케냐의 국민 음식 가운데 하나이기도 하다. 이웃한 탄자니아에서도 즐겨 먹는다.

## 이름
스와힐리어 "냐마(nyama)"는 "고기"라는 뜻이며, "초마(choma)"는 "불에 익히다, 굽다"를 뜻한다.  "불고기"와 비슷한 조어이다.

## 만들기
염소고기 등 여러 가지 고기를 꼬챙이에 꿰어 숯불에 굽는다. 염소고기 외에도 쇠고기, 양고기, 돼지고기, 멧돼지고기, 닭고기, 타조고기, 낙타고기, 악어고기 등을 구워 먹는다. 무투라를 굽기도 한다.

## 사진

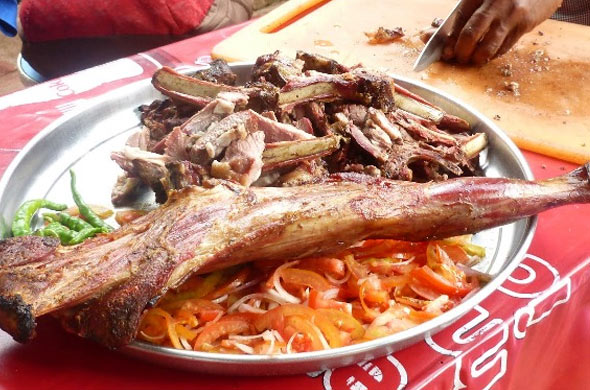
염소고기
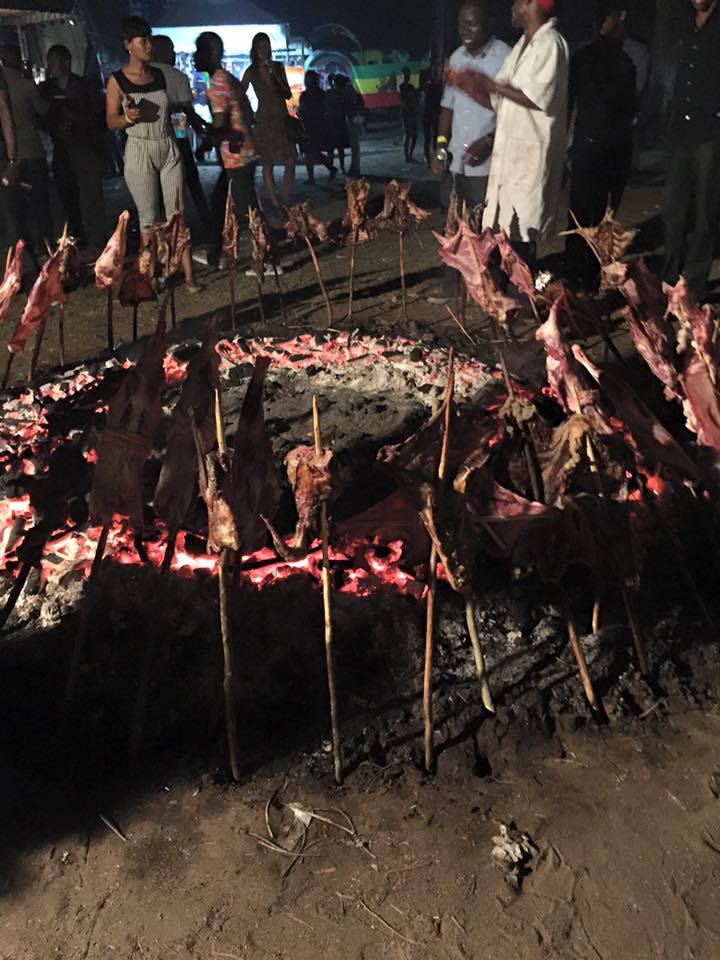
냐마 초마 축제

## 같이 보기
- 브라이
- 슈하스쿠